# Стижу долари
Стижу долари је српска телевизијска серија снимана у продукцији Комуне и Радио-телевизије Србије. Емитована је од 2004. до 2006. године, у два циклуса.
Сценарио за серију написали су Синиша Павић и Љиљана Павић, а режирао је Михаило Вукобратовић. У главним улогама су Миленко Заблаћански, Нела Михаиловић, Александар Берчек Драган Јовановић и Бранка Пујић.

## Кратак садржај
Цели град радује се повратнику из Америке очекујући новац но не знају да су им наде узалудне.
Негде у унутрашњости Србије, власник кафане "Ловачка прича", Ненад Љутић (Миленко Заблаћански) добија видео-касету од свог ујака Горчила Вељковића (Александар Берчек) из Америке. Ујак му на снимку поручује да се враћа у Србију како би провео своје последње дане и да своје "силне доларе" не жели да остави у Америци. Ненад и његова супруга Живана (Нела Михајловић) у ујаку виде излаз из бројних и нагомиланих дугова, од пореза до позајмице локалног бизнисмена, Лаке Јовановића званог Гуштер (Данило Лазовић). Исту касету добија и Ненадов брат близанац, Предраг Љутић (Драган Јовановић), који снимак до краја одгледа тек после неколико дана и, у страху да ће бити изопштен из тестамента, креће у потеру за свој део колача заједно са оцем браће Љутић, Александром (Никола Симић, који је серију напустио те га је заменио Властимир Стојиљковић) и његовом невенчаном другом супругом Јованком (Радмила Живковић). У читаву ситуацију умеша се Средоје Крстић Крџа (Петар Краљ) који Горчила одводи до храста испод ког се он први пут пољубио са својом првом супругом и наговара га да организују партију покера у ком би Крстић био домаћин за симболичну "пикслу". Паралелно са браћом Љутић, оставину још непочившег Горчила крећу да прате локални моћници: бизнисмен Гуштер и корумпирани председник општине Гвозден Гвозденовић (Бранко Цвејић) чији је сан фабрика питке воде која би покренула читаву општину. Након што Горчило буде разоткривен од стране своје породице, како никакве доларе нема, он прелази у хотел где под маском богаташа упознаје удовицу власника хотела, Елизабету (Снежана Савић). Горчило савезника налази у локалном шумару, Будимиру Радовановићу званом Шишарка (Предраг Смиљковић). Шишарка и Горчило смисле план како да на превару добију партију покера прво против Гуштера, а онда и после Елизабетиног швалера, Лазаревића (Миодраг Кривокапић).
Паралелно са причом о Љутићима, Живанина и Ненадова ћерка сусреће се са личним изазовима након што сазна да је пре завршетка факултета остала у другом стању са момком из конзервативне црногорске породице из Београда, као и сасвим друга романса: Крстићева ћерка Марина (Тијана Чуровић) заљубљује се у помоћника грађевинског инспектора, младог и перспективног политичара, Бранислава Мазнића (Иван Босиљчић) о чију младост и неукаљаност жели да се окористи политички лидер у успону. Миље употпуњује немачки ловац на лажном сафарију, Јохан Еберхарт (Драган Вујић), локални мајстор, лекар хитне помоћи, судија и записничар, просветни радници у штрајку...

## Улоге
| Глумац                                  | Улога                                  |
| --------------------------------------- | -------------------------------------- |
| Александар Берчек                       | Горчило Вељковић                       |
| Миленко Заблаћански                     | Ненад Неша Љутић                       |
| Нела Михаиловић                         | Живана “Жица” Љутић                    |
| Драган Јовановић                        | Предраг “Пеша” Љутић                   |
| Бранка Пујић                            | Јелена Љутић                           |
| Милош Биковић                           | Небојша Љутић                          |
| Дубравка Ковјанић                       | Маја Љутић                             |
| Никола Симић Властимир Ђуза Стојиљковић | Александар “Лека” Љутић                |
| Радмила Живковић                        | Јованка Љутић                          |
| Бранко Цвејић                           | Гвозден Гвозденовић                    |
| Маја Новељић Ромчевић                   | Кристина Гвозденовић                   |
| Слободан Стефановић                     | Бојко                                  |
| Данило Лазовић                          | Лака Јовановић “Гуштер”                |
| Јелисавета Сека Саблић                  | Магдалена Јовановић                    |
| Петар Краљ                              | Средоје Крстић “Крџа”                  |
| Мирјана Карановић                       | Невенка Крстић                         |
| Тијана Младеновић                       | Марина Крстић                          |
| Предраг Смиљковић                       | Будимир Радовановић “Шишарка”          |
| Иван Босиљчић                           | Бранислав Мазнић                       |
| Феђа Стојановић                         | мајстор Воја                           |
| Елизабета Ђоревска                      | Војина жена                            |
| Дубравка Мијатовић                      | Гордана                                |
| Михаило Јанкетић                        | Вукоје Шћепановић                      |
| Љиљана Драгутиновић                     | Вукосава Шћепановић                    |
| Радивоје Буквић                         | Данило Шћепановић                      |
| Милан Антонић                           | Веселин Шћепановић                     |
| Милена Ђорђевић                         | Зорикида Шћепановић                    |
| Жељка Стричевић                         | Љепосава                               |
| Александар Дунић                        | Богосав                                |
| Раде Марјановић                         | Др Јешић                               |
| Драган Вујић                            | Јохан Еберхарт                         |
| Радмила Томовић                         | Биљана Соколовић                       |
| Никола Булатовић                        | Биљанин муж                            |
| Ивана Кнежевић                          | Биљанина секретарица                   |
| Миодраг Крчмарик                        | Шобајић                                |
| Владан Савић                            | председников шофер                     |
| Снежана Савић                           | Елизабета Ковачевић                    |
| Миодраг Кривокапић                      | Лазаревић                              |
| Миленко Павлов                          | Правдољуб Бабић                        |
| Бранимир Брстина                        | Родољуб Бабић                          |
| Катарина Вићентијевић                   | Светлана Бабић                         |
| Ненад Јездић                            | Живорад Живановић                      |
| Дејан Тончић                            | Поручник Шћепан Јововић                |
| Љиљана Стјепановић                      | Тања                                   |
| Александар Хрњаковић                    | свештеник Груја                        |
| Мирољуб Турајлија                       | новинар                                |
| Владан Гајовић                          | рецепционер                            |
| Милан Михаиловић                        | Миодраг Панајотовић Патак              |
| Свјетлана Кнежевић                      | Паткова жена                           |
| Милан Милосављевић                      | Вујковић                               |
| Веселин Стијовић                        | Прлинчевић                             |
| Саша Јоксимовић                         | шегрт код мајстор Воје                 |
| Душан Тадић                             | пензионер                              |
| Љубиша Баровић                          | Сељак                                  |
| Оливера Викторовић                      | жена у аутобусу / сервирка у општини   |
| Душан Почек                             | фризер / пацијент у болници            |
| Ева Рас                                 | Симка Стаменковић                      |
| Тања Пјевац                             | Марија Роза                            |
| Предраг Ејдус                           | Маринковић                             |
| Мира Бањац                              | Шћепова удовица                        |
| Јелена Чворовић                         | Видовита Станимирка                    |
| Бранка Секуловић                        | директорка Јасна Димитријевић          |
| Тања Дивнић                             | секретарица градоначелника             |
| Зоран Бабић                             | човек који баца ђубре / странка у суду |
| Срђан Јовановић                         | Здравковић                             |
| Мирослав Жужић                          |                                        |

## Епизоде
| Сезона | Сезона | Епизоде | Епизоде | Оригинално емитовање | Оригинално емитовање |
| Сезона | Сезона | Епизоде | Епизоде | Премијера            | Финале               |
| ------ | ------ | ------- | ------- | -------------------- | -------------------- |
|        | 1.     | 21      | 21      | 18. јануар 2004.     | 20. јун 2004.        |
|        | 2.     | 29      | 29      | 11. децембар 2005.   | 18. јун 2006.        |

## Занимљивости и недоследности
- Серија је, осим у Србији, емитована и у Босни и Херцеговини и Хрватској.
- Никола Симић, који је играо лик Александра Љутића, оца главних јунака, напустио је серију због ангажмана у серији Агенција за СИС. Њега је заменио Ђуза Стојиљковић.
- Породица коју чине Средоје, Невенка и Марина (Петар Краљ, Мирјана Карановић и Тијана Младеновић) у првој сезони се презива Крстић. У другој сезони презиме им је промењено у Стојиљковић.
- Када Горчило саставља тестамент, судија констатује да његова целокупна заоставштина износи 21 милион и 340 хиљада долара. У каснијим епизодама се спомиње цифра од 22 милиона долара.
- У првој сезони Александар Љутић тврди да му Горчило дугује 2.600.222 долара, а у другој сезони та цифра је 2.670.000 долара.
- Приликом разговора у полицијској станици поручник Јововић ословљава Лаку Јовановића Гуштера са "господине Јанковићу". Иста грешка се понавља и када председник општине зове Гуштера телефоном након дојаве да Гуштер и Горчило играју покер.
- У 49. епизоди полицајац одводи у станицу на разговор Бојка и Гордану, јер су се возили украденим аутом судије Соколовић. Поручник Јововић им говори да је установљено да је то судијин аутомобил, пошто садржи њене иницијале " С. С. ". Лик судије се зове Биљана Соколовић.
- Лик Лаке Јовановића "Гуштера", Данилу Лазовићу је последња улога. Глумац је преминуо током снимања серије. Његов лик је и даље био присутан у серији уз одређена ограничења.
- Серија је снимана на три локације, у Врњачкој бањи, Београду и на Фрушкој гори.
- У епизодама се неретко види микрофон који прати улоге.

## Награде
- Награду за најбољи Глумачки пар године по избору читалаца ТВ Новости су добили Нела Михаиловић за улогу Живане Жице Љутић и Миленко Заблаћански за улогу Ненада Љутића на Филмским сусретима у Нишу 2006. године.[2]